# Miodrag Anđelković
Miodrag Anđelković, född den 7 augusti 1977 i Mitrovica, Jugoslavien, är en serbisk före detta professionell fotbollsspelare (anfallare).

## Karriär
Anđelković har spelat professionell fotboll i 16 olika länder och i fyra olika kontinenter.
Anđelković avslutade sin karriär 2013 i den serbiska fotbollsklubben OFK Mladenovac.